# Luiz Gustavo
Luiz Gustavo Dias (Pindamonhangaba, Brazil, 23. srpnja 1987.) brazilski je nogometaš i nacionalni reprezentativac. Nogometnu karijeru je započeo na poziciji lijevog beka međutim u Bundesligi je većinom igrao na poziciji defenzivnog veznog. Trenutačno igra za São Paulo.

## Karijera

### Klupska karijera
Luiz Gustavo je profesionalnu nogometnu karijeru započeo u Corinthians Alagoanu dok u kolovozu 2007. odlazi na posudbu u njemački Hoffenheim. Nakon godinu dana klub otkupljuje njegov ugovor.
Tijekom zimskog prijelaznog roka u siječnju 2011. igrača kupuje gigant Bayern München dok je vrijednost transfera ostala nepoznata. Prema različitim izvorima procjenjuje se između 15 i 20 milijuna eura. Za bavarski klub Gustavo je debitirao već 15. siječnja u remiju protiv Wolfsburga dok je prvi pogodak zabio 26. veljače 2011. u domaćem 3:1 porazu od Borussije Dortmund.
U sezoni 2012./13. igrač je s klubom osvojio trostruku krunu odnosno Bundesligu, njemački kup i Ligu prvaka. U samom finalu Lige prvaka, Luiz Gustavo je ušao u igru pred sam kraj utakmice u prvoj minuti sudačke nadoknade kao zamjena Francku Ribéryju.
16. kolovoza 2013. objavljena je vijest da je brazilskog nogometaša kupio Wolfsburg za nepoznat iznos dok je s igračem potpisan ugovor do 2018.

### Reprezentativna karijera
Igrač je u dresu Carioca debitirao 10. kolovoza 2011. u prijateljskom susretu protiv Njemačke kada je ušao u igru kao rezerva. Brazilski izbornik Luiz Felipe Scolari uveo ga je na popis reprezentativaca za Kup konfederacija 2013. gdje je odigrao svih 90 minuta finala protiv tadašnjih svjetskih i europskih prvaka Španjolaca. Brazil je tada slavio s 3:0 a Gustavo je osvojio svoj prvi reprezentativni trofej.
Također, Luiz Felipe Scolari ga je uvrstio na listu igrača za Svjetsko prvenstvo 2014. kojem je Brazil domaćin. Ondje je igrao svih 90 minuta utakmica susreta protiv Hrvatske, Meksika i Kameruna. U posljednjoj utakmici grupe A, asistirao je Neymaru za prvi pogodak. Bio je standardni igrač i u osmini finala protiv Čilea dok je zbog žutih kartona propustio četvrtfinali susret s Kolumbijom.
Nakon toga uslijedio je polufinalni 7:1 debakl protiv kasnijeg prvaka Njemačke gdje je također odigrao cijeli susret dok je u utakmici za treće mjesto protiv Nizozemske zamijenjen na početku drugog poluvremena s Fernandinhom.
Svoj drugi reprezentativni pogodak Luiz Gustavo je zabio u prijateljskoj utakmici protiv Francuske igranoj na Stade de Franceu. Konačni rezultat i pobjedu od 3:1 postavio je u 69. minuti pogotkom glavom.

#### Pogoci za reprezentaciju
| #  | Datum            | Mjesto                                   | Protivnik  | Pogodak | Rezultat | Natjecanje            |
| -- | ---------------- | ---------------------------------------- | ---------- | ------- | -------- | --------------------- |
| 1. | 7. rujna 2013.   | Estádio Mané Garrincha, Brasília, Brazil | Australija | 1 : 0   | 6 : 0    | Prijateljska utakmica |
| 2. | 26. ožujka 2015. | Stade de France, Pariz, Francuska        | Francuska  | 3 : 1   | 3 : 1    | Prijateljska utakmica |

## Privatni život
Luiz Gustavo smatra svoju majku velikim izvorom snage i inspiracije. Naime, prije nego što je umrla kada je Gustavu bilo 16 godina, željela je da joj sin uspije u nogometu.

## Osvojeni trofeji

### Klupski trofeji
| Klub           | Trofej            | Sezona / godina |
| Njemačka       | Njemačka          | Njemačka        |
| -------------- | ----------------- | --------------- |
| Bayern München | Njemački Superkup | 2012.           |
| Bayern München | Bundesliga        | 2012./13.       |
| Bayern München | Njemački kup      | 2013.           |
| Bayern München | Liga prvaka       | 2012./13.       |

### Reprezentativni trofeji
| Turnir                      | Trofej | Godina |
| --------------------------- | ------ | ------ |
| Kup konfederacija u Brazilu | Zlato  | 2013.  |

## Vanjske poveznice
- National Football Teams.com
- Profil igrača na Transfermarkt.de